# 小貝尼茨湖

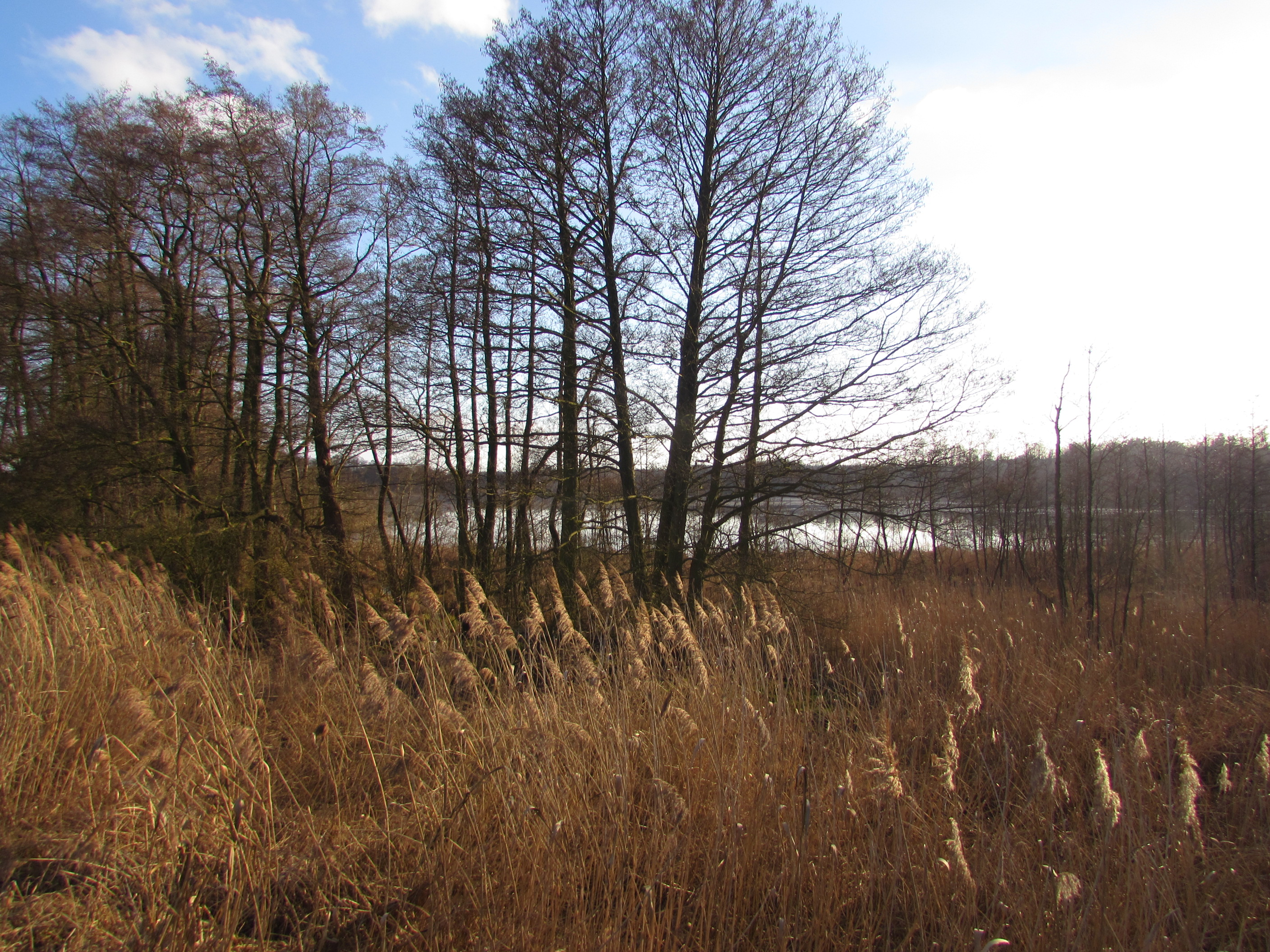

52°33′47″N 12°42′47″E / 52.56300°N 12.71300°E
小貝尼茨湖（德語：Klein Behnitzer See），是德國的湖泊，位於該國西南部，由勃蘭登堡州負責管轄，處於哈弗爾蘭縣，長0.7公里、寬0.2公里，該湖泊以西岸的城鎮命名。